# Vidumelon
Vidumelon is een geslacht van weekdieren uit de klasse van de Gastropoda (slakken).